# San Hilario Sacalm
San Hilario Sacalm (en catalán y oficialmente: Sant Hilari Sacalm) es un municipio español de la provincia de Gerona, Cataluña, España, situado en la comarca de la Selva.
Aunque no consigue la mayor altitud, San Hilario Sacalm es el municipio de la Selva más montañoso, rodeado por la llanura llamada el Pla de les Arenes (1086 m) al oeste, la sierra de las Guillerías (1182 m) al noroeste, la montaña de Sant Miquel (1204 m) al noreste, y la sierra del Pedró (929 m) al este. Buena parte del término está cubierto por bosques, y la agricultura se centra en los valles, en el entorno del núcleo y en la llanura de las Arenas.
Tradicionalmente siempre se le ha llamado capital de sierra de las Guillerías al tratarse de la principal población de esta comarca natural. También es nombrada la «villa de las cien fuentes» ya que en su término municipal hay contabilizadas más de un centenar de fuentes.

## Demografía
San Hilario Sacalm cuenta con una población de 5982 habitantes (INE 2024).
| Gráfica de evolución demográfica de San Hilario Sacalm entre 1842 y 2021 |
| |
| Población de derecho según los censos de población del INE Población de hecho según los censos de población del INEEntre el censo de 1900 y el anterior, crece el término del municipio porque incorpora a Carós |

## Fiestas

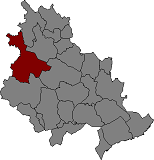
Localización de San Hilario Sacalm dentro de la comarca de la Selva

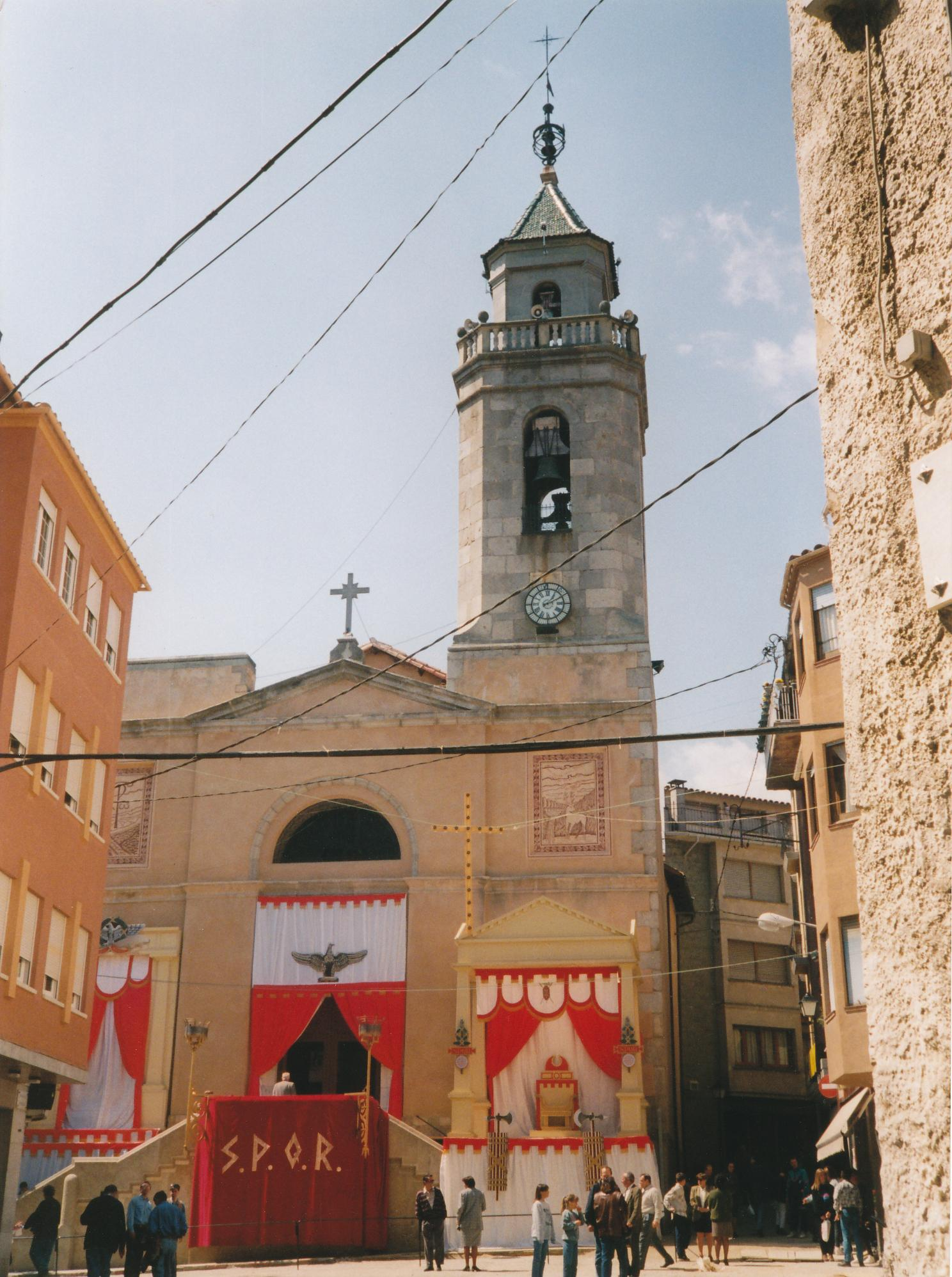
Una estación de famoso Viacrucis

- Representación de la Santa Cena, Jueves Santo
- Viacrucis Vivent, Viernes Santo
- Concierto de música catalana, Sábado Santo
- Encuentro de Joanet Lunes de Pascua
- Encuentro de la Roca del Pla y Nen Jesús de Praga, Lunes de Pascua Granada
- Encuentro del Rosario en Santa Creu d'Horta, domingo después de Pascua de Resurrección
- Encuentro del Pedró, tercer domingo de junio
- Fiesta mayor de San Juan, 24 de junio
- Homenaje a la vejez, 24 de junio
- Fiesta de San Cristóbal, 10 de julio
- Encuentro de Santa Margarita de Vallors, tercer domingo de julio
- Encuentro de la Sardana Sant Hilari-Font Vella, tercer domingo de agosto
- Fiesta mayor, último fin de semana de agosto
- Semana Deportiva, 5 al 11 de agosto
- Encuentro de Nuestra Sra. de Vallclara, segundo domingo de septiembre
- Torna en Serrallonga!! 24 y 25 de septiembre
- Encuentro de Sant Andreu de Bancells, último domingo de noviembre
- Primer fin de semana de noviembre, FIRA FUSTA